# Narodowe Siły Zbrojne

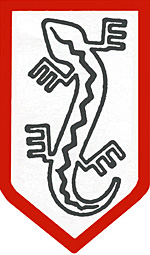
Abzeichen der NSZ-ZJ

Die Narodowe Siły Zbrojne (NSZ; deutsch Nationale Streitkräfte) waren eine polnische,    antikommunistische, katholisch-nationalistische Untergrundorganisation im Zweiten Weltkrieg und darüber hinaus. Die NSZ waren die drittgrößte Gruppe des polnischen Widerstandes im Zweiten Weltkrieg. Sie unterstanden bis 1944 der Tymczasowa Narodowa Rada Polityczna, die nach dem Bruch in Stronnictwo Narodowe entstanden ist und danach nach einem erneuten Bruch der Rada Polityczna NSZ. Die NSZ kämpften sowohl gegen die deutschen und die sowjetischen Besatzer als auch gegen die polnischen Kommunisten und versteckte Juden, kooperierte in Teilen und zeitweise aber auch mit der deutschen Besatzungsmacht.
Die NSZ entstanden am 20. September 1942 durch den Zusammenschluss von Związek Jaszczurczy und der Nationalen Militärorganisation (NOW). Ihre Stärke betrug über 75.000 Mann. In Ansätzen baute die Organisation auch zivile Verwaltungsstrukturen auf, die ein künftig befreites Polen in einen nationalistischen Einparteienstaat überführen sollten.
Am 9. August 1943 wurde in der Nähe von Borów als Vergeltung für die Ermordung einiger NSZ-Soldaten durch sowjetische Partisanen eine Einheit der Armia Ludowa entwaffnet und hingerichtet. Ein Teil der NSZ schloss sich im März 1944 mit der Armia Krajowa zusammen, wurde seitdem NSZ-AK genannt, im November des Jahres aber wieder aus der AK ausgeschlossen. Einheiten der NSZ nahmen auch am Warschauer Aufstand teil.
Der Teil der NSZ, der sich gegen den Zusammenschluss mit der AK ausgesprochen hatte, wurde seitdem NSZ-ZJ („Związek Jaszczurczy“ oder „Eidechsenbund“) genannt. Dieser formierte im Sommer 1944 im Raum Kielce die rund 700 Mann starke Brygada Świętokrzyska (dt.: Heiligkreuz-Brigade). Die Brigade ging dort und im Raum Częstochowa gegen sowjetische und polnische kommunistische Partisanen vor und diente sich den deutschen Besatzern an, wofür sie von diesen Ausrüstung erhielt. Mehrere Monate lang konnte der Verband weitgehend ungehindert agieren und ermordete auch Zivilisten, die sie für Kommunisten hielt. Im Herbst scheint es unter bis heute ungeklärten Umständen zu einem Machtkampf innerhalb der Organisation gekommen zu sein, in dessen Rahmen mehrere Führungsmitglieder ermordet wurden.
Im Januar 1945 zog sich die Brygada Świętokrzyska mit rund 1.500 Soldaten mit Einverständnis der Deutschen vor der Roten Armee ins Reichsprotektorat Böhmen und Mähren zurück. Dort befreite sie am 5. Mai 1945 kurz vor dem Eintreffen der Amerikaner das Frauenkonzentrationslager Holeischen und wurde seitdem von den Amerikanern als Alliierte angesehen. Sie wurde nach Bayern verlegt, wo sie zur Bewachung deutscher Kriegsgefangener eingesetzt wurde (Polnische Wachkompanie).
In der unmittelbaren Nachkriegszeit befand sich das Hauptquartier der Brigade in Regensburg. Von dort aus wurde in einem gewisse Umfang der Partisanenkampf in Polen gegen die Strukturen der Volksrepublik gesteuert. Für Anfang 1946 wird die Zahl der NSZ-Mitglieder in Polen auf rund 30.000 geschätzt, davon einige tausend aktiv in militärischen Verbänden. Nachdem im Frühjahr 1946 die im Land befindliche Führungsebene verhaftet wurden, kämpften einzelne Gruppen weitgehend autonom weiter.
Die letzten NSZ-Einheiten in Polen schlossen sich 1946 mit der Nationalen Militärorganisation (NOW) zur Nationalen Militärvereinigung (NZW) zusammen und wurden Mitte der 1950er Jahre von der Milicja Obywatelska und dem Geheimdienst der Volksrepublik Polen zerschlagen. Die Soldaten der NSZ gehörten nach dem Krieg zu den sogenannten „Verstoßenen Soldaten“.
Am 1. Januar 1988 erklärte der polnische Exil-Präsident Kazimierz Sabbat per Dekret: „Die Soldaten der NSZ erfüllten ihre nationale Pflicht für die Republik Polen“.
NSZ- und NZW-Einheiten sind für zahlreiche Angriffe auf nationale Minderheiten während und nach dem Zweiten Weltkrieg verantwortlich. Dazu gehören etwa die sogenannten „Eisenbahnaktionen“. Dabei handelte es sich um Überfälle auf Züge mit sogenannten Repatrianten aus der Sowjetunion, die im Zuge der Zwangsumsiedlung von Polen aus den ehemaligen polnischen Ostgebieten 1944–1946 vertrieben worden waren. Dabei ermordeten NSZ-Angehörige gezielt jüdische Kommunisten. Auch Überfälle auf von orthodoxen Christen bewohnte Dörfer im Nordosten Polens mit zahlreichen zivilen Opfern sind dokumentiert.

## Kommandanten
- Oberst Ignacy Oziewicz, 20. September 1942 – Juni 1943
- Generalmajor Tadeusz Kurcyusz, 1. August 1943 – 22. April 1944
- Oberst Stanisław Nakoniecznikoff-Klukowski, 22. April 1944 – 24. Juli 1944
- Generalleutnant Tadeusz Jastrzębski, 24. Juli 1944 – Oktober 1944
- Oberst Stanisław Nakoniecznikoff-Klukowski, Oktober 1944 – 18. Oktober 1944
- Generalleutnant Zygmunt Broniewski, 20. Oktober 1944 – August 1945
- Oberstleutnant Stanisław Kasznica, August 1945 – 15. Februar 1947